# The Lego Batman Movie
The Lego Batman Movie (Brasil: LEGO Batman: O Filme / Portugal: Lego Batman: O Filme) é um filme de animação dirigido por Chris McKay e escrito por Seth Grahame-Smith, Chris McKenna, Erik Sommers, Jared Stern e Johin Whittington. É um spin-off do filme The Lego Movie (2014), com foco no personagem da DC Comics, Batman, no mesmo universo que o filme anterior. Na versão original é estrelado pelas vozes de Will Arnett, Zach Galifianakis, Michael Cera, Rosario Dawson e Ralph Fiennes.
O filme foi lançado dia 10 de fevereiro de 2017 nos Estados Unidos e no Brasil e no dia 16 de fevereiro em Portugal.

## Sinopse
Três anos depois de salvar o Universo LEGO com Emmet e Megaestilo, Batman continua lutando contra o crime em Gotham City. Durante uma missão para impedir o Coringa de destruir a cidade, Batman machuca os sentimentos de seu rival, dizendo que ele não é tão importante em sua vida como ele pensa que é, levando Coringa a buscar a melhor vingança sobre ele.
No dia seguinte, Batman participa da gala de inverno da cidade como seu alter ego Bruce Wayne para comemorar a aposentadoria do Comissário Gordon e a ascensão de sua filha Barbara como a nova comissária de polícia do Departamento de Polícia de Gotham City, mas fica furioso quando anuncia seus planos para reestruturar o Polícia da cidade para funcionar sem a necessidade de Batman. O Coringa interrompe a festa com o resto dos vilões de Gotham City, mas todos se renderam à polícia. Apesar de perceber que isso não o torna mais relevante para a segurança da cidade, Batman suspeita que seu arqui-rival está decidido a detê-lo, banindo-o para a Zona Fantasma, uma prisão para alguns dos vilões mais perigosos do Universo LEGO.
Enquanto planeja roubar o Projetor da Zona Fantasma de Superman, Alfred intervém e aconselha-o a assumir o comando de Dick Grayson, que Bruce havia inadvertidamente adotado como filho durante a gala, ao qual ele eventualmente concorda e promove Dick como Robin. A dupla consegue recuperar o Projetor da Fortaleza da Solidão, antes de invadir no Asilo Arkham e usá-lo no Coringa. Irritada com sua imprudência e suspeitando que Coringa queria que isso acontecesse, Barbara prende Batman e Robin. Enquanto o projetor está sendo apreendido como evidência, Arlequina rouba de volta e usa para libertar o Coringa como ela não se rendeu à polícia como parte do plano do Coringa. Depois disso, Coringa liberta os vilões presos dentro da Zona Fantasma para causar estragos em Gotham, incluindo Lorde Voldemort, King Kong, Sauron, a Bruxa Má do Oeste, Medusa, o Agente Smith e seus clones, os Daleks, os Gremlins e o Kraken.
Percebendo que a cidade ainda precisa dele, Barbara libera Batman e Robin e relutantemente se junta com eles para parar o Coringa, como a equipe se juntou a Alfred. Batman logo se vê capaz de confiar em si e confiar nos outros, permitindo-lhes a derrotar Sauron, mas ao chegar a Ilha Wayne, ele impede que a equipe se junte a ele em ação, por medo de perdê-los como seus pais; Ele confronta Coringa sozinho. Acreditando Batman é incapaz de mudar, Coringa manda-o para a Zona Fantasma, antes de roubar da Batcaverna as bombas confiscadas e indo para o Energy Facility da cidade. Chegando na Zona Fantasma, Batman testemunha o mal que seu egoísmo causou a todos, e lentamente aceita seu maior medo quando Robin, Barbara e Alfred decidem vir em seu auxílio. Fazendo um acordo com a guarda-redes da Zona Fantasma, Phyllis, para trazer de volta todos os vilões em troca de retornar a Gotham City, Batman chega para salvar o trio e pede desculpas, pedindo sua ajuda para salvar o dia.
Com o Coringa planejando detonar as bombas abaixo do Energy Facility, fazendo com que as placas sob Gotham se separassem e deixassem a cidade no abismo infinito, Batman transforma Barbara em Batgirl, e ao lado de Alfred e Robin, se juntam com outros vilões de Gotham Negligenciados por Coringa, permitindo-lhes enviar com êxito os vilões escapados de volta para a Zona Fantasma. No entanto, Batman não consegue parar as bombas de detonar, fazendo com que a cidade se separe. Batman relutantemente convence Coringa que ele é a razão de ser o herói que é, e trabalhando junto aos amigos de Batman, os vilões, e os habitantes da cidade, ligando uma corrente entre si, reconectando as placas da cidade, com a cidade salva, Batman se prepara para ser levado de volta para a Zona Fantasma para cumprir seu acordo, apenas para ser rejeitado por Phyllis, que escolhe deixá-lo permanecer depois de ver o quanto ele havia mudado para salvar todos. Batman permite que Coringa e o resto de sua gangue escapem temporariamente, com a confiança de que sempre que retornarem, eles não serão páreo para a equipe formada de ele, Robin, Batgirl e Alfred.

## Elenco
| Personagem                                       | Versão original    | Versão brasileira   | Versão portuguesa      |
| ------------------------------------------------ | ------------------ | ------------------- | ---------------------- |
| Batman (Bruce Wayne)                             | Will Arnett        | Duda Ribeiro        | Pedro Bargado          |
| Joker / Coringa                                  | Zach Galifianakis  | Márcio Simões       | Luís Franco-Bastos     |
| Robin (Dick Grayson)                             | Michael Cera       | Andreas Avancini    | André Raimundo         |
| Batgirl (Barbara Gordon)                         | Rosario Dawson     | Guilene Conte       | Benedita Pereira       |
| Alfred Pennyworth                                | Ralph Fiennes      | Júlio Chaves        | Diogo Infante          |
| Chefe O'Hara                                     | Lauren White       | Natali Pazete       | Luísa Barbosa          |
| Harley Quinn (Harleen Quinzel) / Arlequina       | Jenny Slate        | Iara Riça           | Mafalda Luís de Castro |
| Two-Face (Harvey Dent) / Duas Caras              | Billy Dee Williams | Duda Espinoza       | Diogo Leça             |
| Superman (Clark Kent)                            | Channing Tatum     | Guilherme Briggs    | Nuno Markl             |
| Flash                                            | Adam DeVine        | Marcelo Garcia      | Manuel Marques         |
| Agente(s) Smith                                  |                    | Hélio Ribeiro       | Diogo Leça             |
| Piloto Bill                                      | Chris McKay        |                     | Pedro Ribeiro          |
| Comissário Gordon                                | Hector Elizondo    | Isaac Bardavid      |                        |
| Mayor McCaskill                                  | Mariah Carey       | Lina Rossana        |                        |
| Bat-Computador                                   | Siri               | Christiane Monteiro |                        |
| Riddler (Edward Nigma) / Charada / Enigma        | Conan O'Brien      | Marco Ribeiro       |                        |
| Poison Ivy (Pamela Lillian Isley)/ Hera Venenosa | Riki Lindhome      | Miriam Ficher       |                        |
| Catwoman (Selina Kyle) / Mulher-Gato             | Zoë Kravitz        | Adriana Torres      |                        |
| Clayface / Cara de Barro                         | Kate Micucci       | Reginaldo Primo     |                        |
| Lord Voldemort                                   | Eddie Izzard       | Luiz Carlos Persy   |                        |
| King Kong                                        | Seth Green         | Duda Espinoza       |                        |
| Bruxa Má do Oeste                                | Riki Lindhome      | Mariangela Cantu    |                        |
| Lanterna Verde (Hal Jordan)                      | Jonah Hill         | Philippe Maia       |                        |

 Versão brasileira
- Vozes adicionais: Guilherme Briggs (Bane, Sauron), Francisco Junior (Waylon Jones / Crocodilo), Bruna Laynes (Phillys: computador da Zona Fantasma), Eduardo Borgerth (Cyborg), Priscila Amorim (Mulher Maravilha), Luiz Feier Motta (Aquaman), Mário Monjardim (Mr. Freeze), Ronaldo Júlio (Jor-El), Marco Antônio Costa (Repórter), Anderson Coutinho (o Pinguim), Maurício Berger (Daleks), Ricardo Schnetzer (Caçador de Marte), Hercules Franco (Kraken), Manolo Rey (Espantalho), Sergio Stern (Repórter 3).
- Canção do Encerramento: Uma Família de Anjos por Andreas Avancini, Duda Ribeiro e Márcio Simões

 Versão portuguesa
- Vozes adicionais: Diogo Leça (Calculista),[1] Rita Rugeroni (Mulher vestida de Azul) Diogo Leça (Bane), José Nobre (Lord Voldemort), Carlos Freixo (Sauron), Peter Michael (King Kong), Ana Vieira (Poison Ivy)